# Connomyia ellioti
Connomyia ellioti är en tvåvingeart som beskrevs av Jason Gilbert Hayden Londt 1993. Connomyia ellioti ingår i släktet Connomyia och familjen rovflugor.
Artens utbredningsområde är Botswana. Inga underarter finns listade i Catalogue of Life.